# Mistrzostwa Ameryki Południowej i Centralnej w Piłce Ręcznej Mężczyzn 2020
Mistrzostwa Ameryki Południowej i Centralnej w Piłce Ręcznej Mężczyzn 2020 – pierwsze mistrzostwa Ameryki Południowej i Centralnej w piłce ręcznej mężczyzn, oficjalny międzynarodowy turniej piłki ręcznej o randze mistrzostw kontynentu zorganizowany przez COSCABAL (po podziale PATHF na dwie federacje) mający na celu wyłonienie najlepszej męskiej reprezentacji narodowej w Ameryce Południowej i Centralnej. Odbył się w dniach 21–25 stycznia 2020 roku w brazylijskim mieście Maringá. Mistrzostwa były jednocześnie eliminacjami do MŚ 2021.
Sześć uczestniczących zespołów – tuż przed zawodami Boliwia zastąpiła Peru – rywalizowało systemem kołowym podczas pięciu meczowych dni w trzech halach w położonym w stanie Parana mieście Maringá. Z kompletem zwycięstw w zawodach triumfowała Argentyna, wraz z Brazylią i Urugwajem kwalifikując się jednocześnie do Mistrzostw Świata 2021.
Organizacja zawodów była krytykowana przez graczy i działaczy z uwagi na złe warunki lokalowe, posiłki czy też transport.

## Mecze
| 21 stycznia 202015:00 | Chile | 25:28(13:15) | Urugwaj | CERHAND, Maringá Widzów: 350 Sędzia: Schulze, Tönnies |
| 21 stycznia 202015:00 |       | 25:28(13:15) |         | CERHAND, Maringá Widzów: 350 Sędzia: Schulze, Tönnies |

| 21 stycznia 202017:00 | Argentyna | 82:7(42:5) | Boliwia | Ginásio do Parque do Japão, Maringá Widzów: 200 Sędzia: Marques, Magalhães |
| 21 stycznia 202017:00 |           | 82:7(42:5) |         | Ginásio do Parque do Japão, Maringá Widzów: 200 Sędzia: Marques, Magalhães |

| 21 stycznia 202019:00 | Brazylia | 46:19(24:7) | Paragwaj | Ginásio do Parque do Japão, Maringá Sędzia: Lenci, Grillo |
| 21 stycznia 202019:00 |          | 46:19(24:7) |          | Ginásio do Parque do Japão, Maringá Sędzia: Lenci, Grillo |

| 22 stycznia 202017:00 | Argentyna | 33:17(15:7) | Urugwaj | Ginásio do Parque do Japão, Maringá Widzów: 200 Sędzia: Marques, Magalhães |
| 22 stycznia 202017:00 |           | 33:17(15:7) |         | Ginásio do Parque do Japão, Maringá Widzów: 200 Sędzia: Marques, Magalhães |

| 22 stycznia 202017:00 | Paragwaj | 22:31(9:14) | Chile | Ginásio do Parque do Japão, Maringá Widzów: 300 Sędzia: Delgado, Burgos |
| 22 stycznia 202017:00 |          | 22:31(9:14) |       | Ginásio do Parque do Japão, Maringá Widzów: 300 Sędzia: Delgado, Burgos |

| 22 stycznia 202019:00 | Brazylia | 77:9(35:5) | Boliwia | Ginásio do Parque do Japão, Maringá Widzów: 500 Sędzia: Estrada, Pineda |
| 22 stycznia 202019:00 |          | 77:9(35:5) |         | Ginásio do Parque do Japão, Maringá Widzów: 500 Sędzia: Estrada, Pineda |

| 23 stycznia 202015:00 | Boliwia | 1:55(0:24) | Urugwaj | Ginásio Chico Neto, Maringá Widzów: 300 Sędzia: Delgado, Burgos |
| 23 stycznia 202015:00 |         | 1:55(0:24) |         | Ginásio Chico Neto, Maringá Widzów: 300 Sędzia: Delgado, Burgos |

| 23 stycznia 202017:00 | Argentyna | 50:21(24:7) | Paragwaj | Ginásio Chico Neto, Maringá Widzów: 550 Sędzia: Estrada, Pineda |
| 23 stycznia 202017:00 |           | 50:21(24:7) |          | Ginásio Chico Neto, Maringá Widzów: 550 Sędzia: Estrada, Pineda |

| 23 stycznia 202019:00 | Brazylia | 32:20(14:11) | Chile | Ginásio Chico Neto, Maringá Widzów: 4 000 Sędzia: Grillo, Lenci |
| 23 stycznia 202019:00 |          | 32:20(14:11) |       | Ginásio Chico Neto, Maringá Widzów: 4 000 Sędzia: Grillo, Lenci |

| 24 stycznia 202015:00 | Chile | 22:30(11:26) | Argentyna | Ginásio Chico Neto, Maringá Widzów: 200 Sędzia: Schulze, Tönnies |
| 24 stycznia 202015:00 |       | 22:30(11:26) |           | Ginásio Chico Neto, Maringá Widzów: 200 Sędzia: Schulze, Tönnies |

| 24 stycznia 202017:00 | Paragwaj | 51:8(29:4) | Boliwia | Ginásio Chico Neto, Maringá Widzów: 400 Sędzia: Marques, Magalhães |
| 24 stycznia 202017:00 |          | 51:8(29:4) |         | Ginásio Chico Neto, Maringá Widzów: 400 Sędzia: Marques, Magalhães |

| 24 stycznia 202019:00 | Urugwaj | 14:31(9:13) | Brazylia | Ginásio Chico Neto, Maringá Widzów: 2 300 Sędzia: Delgado, Burgos |
| 24 stycznia 202019:00 |         | 14:31(9:13) |          | Ginásio Chico Neto, Maringá Widzów: 2 300 Sędzia: Delgado, Burgos |

| 25 stycznia 202015:00 | Chile | 53:7(24:0) | Boliwia | Ginásio Chico Neto, Maringá Widzów: 280 Sędzia: Estrada, Pineda |
| 25 stycznia 202015:00 |       | 53:7(24:0) |         | Ginásio Chico Neto, Maringá Widzów: 280 Sędzia: Estrada, Pineda |

| 25 stycznia 202017:00 | Paragwaj | 20:34(8:14) | Urugwaj | Ginásio Chico Neto, Maringá Widzów: 2 000 Sędzia: Grillo, Lenci |
| 25 stycznia 202017:00 |          | 20:34(8:14) |         | Ginásio Chico Neto, Maringá Widzów: 2 000 Sędzia: Grillo, Lenci |

| 25 stycznia 202019:00 | Argentyna | 25:24(12:13) | Brazylia | Ginásio Chico Neto, Maringá Widzów: 6 000 Sędzia: Schulze, Tönnies |
| 25 stycznia 202019:00 |           | 25:24(12:13) |          | Ginásio Chico Neto, Maringá Widzów: 6 000 Sędzia: Schulze, Tönnies |

## Nagrody indywidualne
Nagrody indywidualne otrzymali:
| Najlepszy bramkarz | Najlepszy lewoskrzydłowy | Najlepszy lewy rozgrywający | Najlepszy środkowy rozgrywający | Najlepszy prawy rozgrywający | Najlepszy prawoskrzydłowy | Najlepszy obrotowy    |
| ------------------ | ------------------------ | --------------------------- | ------------------------------- | ---------------------------- | ------------------------- | --------------------- |
| Leonardo Tercariol | Ignacio Pizarro          | Haniel Langaro              | Diego Simonet                   | Rodrigo Salinas Munoz        | Fábio Chiuffa             | Esteban Salinas Munoz |